# Phaius pictus
Phaius pictus är en enhjärtbladiga växtart som beskrevs av Trevor Edgar Hunt. Phaius pictus ingår i släktet Phaius, och familjen orkidéer. Inga underarter finns listade i Catalogue of Life.